# Đức Mẹ Derzhavnaya

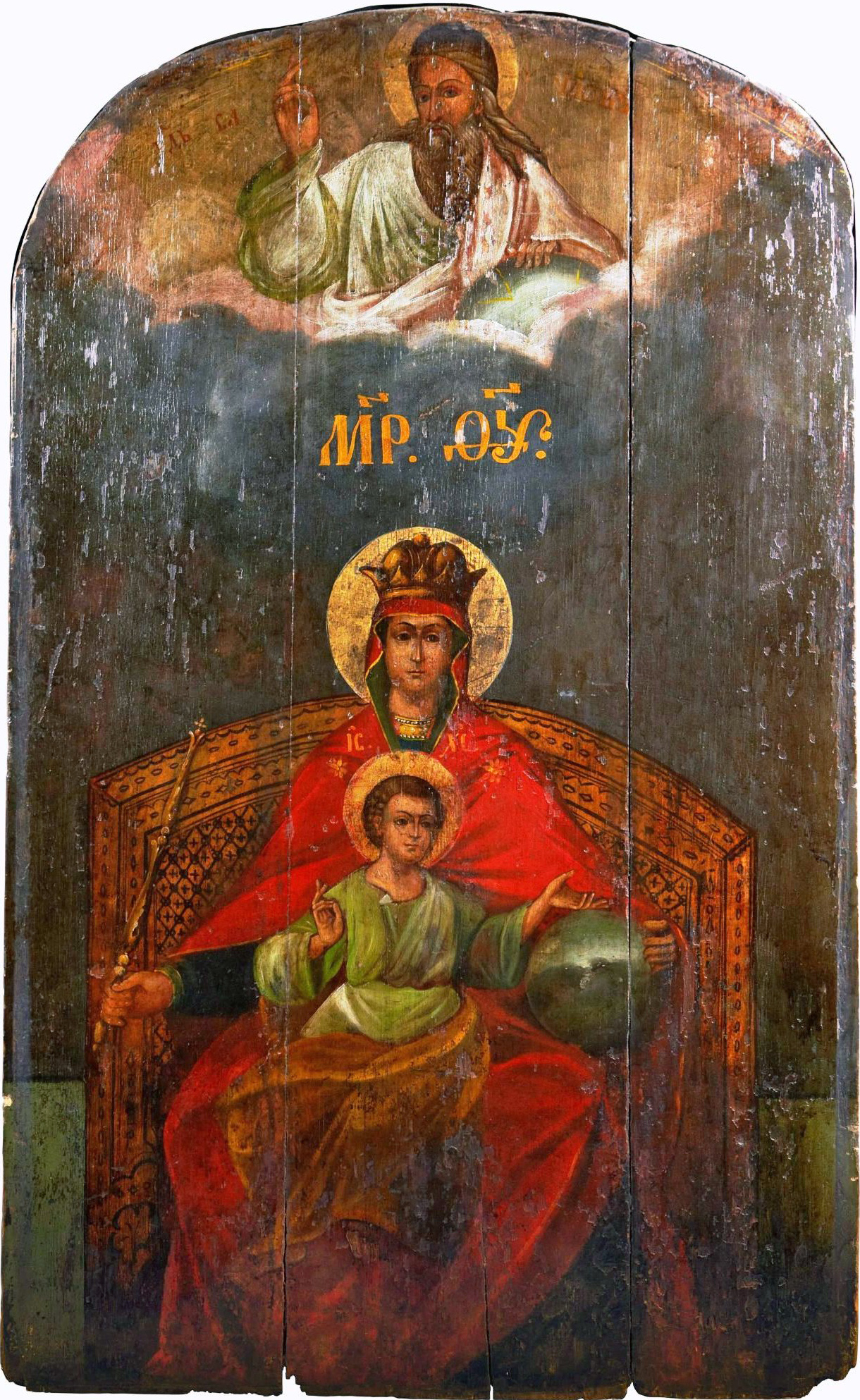
Đức Mẹ Derzhavnaya

Đức Mẹ Derzhavnaya ("của vương quyền") là một biểu tượng của Chính thống Nga và được coi là vật thiêng liêng nhất đối với những người theo thuyết quân chủ. Hình ảnh miêu tả Maria (Theotokos) đi kèm với Chúa Cha và hài nhi Chúa Giêsu. Đức Maria đôi một vương miện của sa hoàng, tay phải cầm một phương trượng và tay trái ôm một quả cầu thống trị - biểu tượng của chính quyền quân chủ.
Những người ủng hộ nhà nước quân chủ tin rằng đây là một dấu hiệu của Maria giữ vững uy quyền của nền quân chủ. Quyền lực sẽ được trả lại cho Nga sau khi người Nga ăn năn tội vì đã lật đổ chế độ quân chủ trong cuộc cách mạng Nga và quyền của Sa hoàng sẽ trở lại.
Biểu tượng này bất ngờ được phát hiện trong một nhà thờ ở Kolomenskoe vào ngày Sa hoàng Nicholas II thoái vị (02 Tháng 3 năm 1917). Nó được cho là có từ cuối thế kỷ 18 và cho đến năm 1812 nó đã được lưu giữ tại Tu Viện Ascension trong các Điện Kremlin ở Moskva.